# Joy Ride (film)
Joy Ride è un film del 2023 diretto da Adele Lim, al suo esordio alla regia in un lungometraggio .

## Trama
Quattro amiche asiatico-americane scoprono la verità su cosa significhi conoscere e amare chi sei, mentre viaggiano attraverso l'Asia alla ricerca di una delle loro madri biologiche.

## Produzione
Il 9 agosto 2018, è stato annunciato che Seth Rogen ed Evan Goldberg erano in trattative per collaborare con Lions Gate Entertainment per sviluppare alcuni progetti cinematografici e televisivi. Il film, con Ashley Park nel ruolo della protagonista, è stato scritto da Cherry Chevapravatdumrong e Teresa Hsiao e diretto da Adele Lim. 
Nell'agosto del 2021, Sherry Cola e Stephanie Hsu si sono aggiunte al cast. Le riprese del film sono iniziate a ottobre dello stesso anno.

## Distribuzione
Joy Ride è stato presentato in anteprima al South by Southwest il 17 marzo 2023. Il film è uscito nelle sale statunitensi il 7 luglio 2023. 

## Accoglienza
Sull'aggregatore di recensioni Rotten Tomatoes ha un indice di gradimento del al 92%, con un voto medio di 7.50 su 10 basato su 167 recensioni.